# تاكاشي يوكوياما
تاكاشي يوكوياما ((باليابانية: 横山隆志 )) (24 ديسمبر 1913 – 1945) كان سباح، من اليابان، مثّل بلاده في الألعاب الأولمبية الصيفية 1932.

## وصلات خارجية
- تاكاشي يوكوياما على موقع الاتحاد الدولي للسباحة (الإنجليزية)
- تاكاشي يوكوياما على موقع أوليمبيديا (الإنجليزية)